# Po zmierzchu
Po zmierzchu (jap. アフターダーク Afutā dāku; ang. After Dark) – powieść japońskiego pisarza Harukiego Murakamiego z 2004 roku.

## Zarys fabuły
Akcja powieści rozgrywa się w Tokio, w ciągu jednej nocy. Narrator przygląda się miastu oraz jego mieszkańcom. Odwiedza nocne restauracje, love hotel, dom na przedmieściach, podziemia wieżowca, bary. Spotyka tam bohaterów powieści: studentkę z dobrej rodziny, chińską prostytutkę, gangstera, studenta grającego na puzonie, byłą zawodniczkę kobiecych zapasów, dziewczynę uciekającą przed żądną zemsty mafią oraz tajemniczego informatyka, pracującego nocami.

## Wydania
W Japonii powieść ukazała się po raz pierwszy w 2004 roku. Trzy lata później przetłumaczono ją na język angielski. W Polsce w 2007 roku wydało ją Wydawnictwo Muza.